# Kostel svatého Antonína Paduánského (Panská Lhota)
Kostel svatého Antonína Paduánského se nachází na jižním okraji vesnice Panská Lhota v areálu hřbitova, je filiálním kostelem římskokatolické farnosti Brtnice. Kostel je venkovskou jednolodní stavbou s konkávně konvexním závěrem a hranolovou věží na čelní straně, věž je orientována k severu. Byl postaven kolem mezi lety 1830 a 1841 v rustikálně barokním slohu. Kostel je chráněn jako kulturní památka České republiky.

## Historie
Kostel byl postaven mezi lety 1830 a 1841 a vysvěcen roku 1842. Je to sálová jednolodní stavba pozdně klasicistního stylu. Varhanní skříň v kostele pochází z roku 1817, původně byla umístěna v Jihlavě, v roce 1955 byly stávající vahrany zlikvidovány zásahem Dřevopodniku města Brna. Byly pořízeny nové bezcenné varhany přemístěné z kostela svatého Petra a Pavla v Trnavě. Z původních varhan byly ponechány pouze prospektové píšťaly, ale byly zaslepeny a varhany tak až do roku 2000 nefungovaly. V únoru roku 2000 pak byly varhany vymontovány a zlikvidovány. Posléze byly pořízeny nové varhany, jsou to pětirejstříkové varhany se spojkovým pedálem. Nové varhany postavil v srpnu roku 2000 Jiří Vaculín. V prosinci roku 2007 byla opravena fasáda kostelní věže a byly instalovány nové věžní hodiny, které jsou řízeny přes satelit.

### Zařízení
- Zděný oltář má v retabulu dobový obraz sv. Antonína Paduánského
- Deska s barokní mědirytinou Panny Marie Svatotomské z roku 1736 nahrazuje poutní oltář této madony.
- Přízední kazatelna je zdobena reliéfními řezbami
- Dva zvony ve věži, s reliéfy Krista dobrého pastýře a Panny Marie pomocnice křesťanů, byly ulity roku 1970 ve Žďárci u Tišnova. [8]